# Scolecocampa ligni
Scolecocampa ligni är en fjärilsart som beskrevs av Achille Guenée 1852. Scolecocampa ligni ingår i släktet Scolecocampa och familjen nattflyn. Inga underarter finns listade.